# Raftsjöhöjden
Raftsjöhöjden och Raftkälen är två  byar belägna på en höjd ovanför Raftsjön, cirka 5 mil söder om Strömsund och 6 mil norr om Östersund i Gåxsjö socken. Byarna hänger ihop utan synlig gräns. I dagligt tal och för postadress används endast Raftsjöhöjden som namn för båda byarna.

## Befolkningsutveckling
| Befolkningsutvecklingen i Raftsjöhöjden 1956–2021 | Befolkningsutvecklingen i Raftsjöhöjden 1956–2021 | Befolkningsutvecklingen i Raftsjöhöjden 1956–2021 | Befolkningsutvecklingen i Raftsjöhöjden 1956–2021 | Befolkningsutvecklingen i Raftsjöhöjden 1956–2021 |
| ------------------------------------------------- | ------------------------------------------------- | ------------------------------------------------- | ------------------------------------------------- | ------------------------------------------------- |
|                                                   |                                                   |                                                   |                                                   |                                                   |
| År                                                |                                                   |                                                   | Folkmängd                                         |                                                   |
| 1956                                              | 1956                                              |                                                   | 118                                               |                                                   |
| 1960                                              | 1960                                              |                                                   | 90                                                |                                                   |
| 1965                                              | 1965                                              |                                                   | 83                                                |                                                   |
| 1970                                              | 1970                                              |                                                   | 65                                                |                                                   |
| 1975                                              | 1975                                              |                                                   | 53                                                |                                                   |
| 1980                                              | 1980                                              |                                                   | 55                                                |                                                   |
| 1985                                              | 1985                                              |                                                   | 54                                                |                                                   |
| 1990                                              | 1990                                              |                                                   | 50                                                |                                                   |
| 1995                                              | 1995                                              |                                                   | 59                                                |                                                   |
| 2000                                              | 2000                                              |                                                   | 39                                                |                                                   |
| 2005                                              | 2005                                              |                                                   | 38                                                |                                                   |
| 2010                                              | 2010                                              |                                                   | 23                                                |                                                   |
| 2015                                              | 2015                                              |                                                   | 28                                                |                                                   |
| 2021                                              | 2021                                              |                                                   | 39                                                |                                                   |
|                                                   |                                                   |                                                   |                                                   |                                                   |

## Historia
Raftkälen: Utslag på Olof Rekardssons och Gudmund Perssons ansökning att anlägga nybygge å Raftkälen, Hammerdal, beviljades 19 september 1758. Då deras släktingar inte bodde långt därifrån, kan man anta att definitiv inflyttning inte skedde förrän någon gång under 1760, och att de under 1758-60 sommartid röjde mark och byggde bostad. Olof Rekardsson har dock inte inflyttat utan överlåtit sina rättigheter till Elias Hinriksson.
Raftsjöhöjden: Grundades åren 1770-80 av Anders Jonsson och hustrun Appolonia Enoksdotter samt av Erik Karlsson, son till Karl Johansson Norberg och hustrun Märit Ersdotter. Nybyggaren Johansson Norberg blev aldrig jordägare, utan rättigheten överläts på sonen Erik. Korpral Jakob Söderberg från Hammerdal fick den 30 januari 1770 avittringsrättens utslag på att bosätta sej på Raftsjöhöjden.
Som namnet antyder är byn belägen på en höjd ovanför Raftsjön.
Raft i bynamnet kommer av ånamnet Raftan, som avvattnar Raftsjön.
Raft - stång slana under torv- och nävertak. Raftkrok - den i rät vinkel böjda kroken längst ner på torv- och nävertak för att hålla kvar en stopplanka för torv och träklov. Raftan gör tvära krokar påminnande om raftkrokar. Vid sitt utflöde i Hårkan är den förhållandevis rak, rak som en raft och då skulle det vara förklaring till namnet. Rak eller krokig, det är frågan.

## Näringsliv
Jordbruk och kreatursskötsel har haft och har fortfarande stor betydelse för Raftsjöhöjden. Mjölkproduktion för husbehov som senare utvecklades med försäljning till olika mejeriföreningar. 1928 levererades mjölk till Gisselås mejeri, för att senare övergå till det nystartade mejeriet i Sikås 1930.Senare kom föreningarna Jämtlands mejeriförening, Neder Norrlands Producentförening, Milko, Arla fram till nuvarande Norrmejerier.
Bilder från Raftsjöhöjdens mjölkföretag.

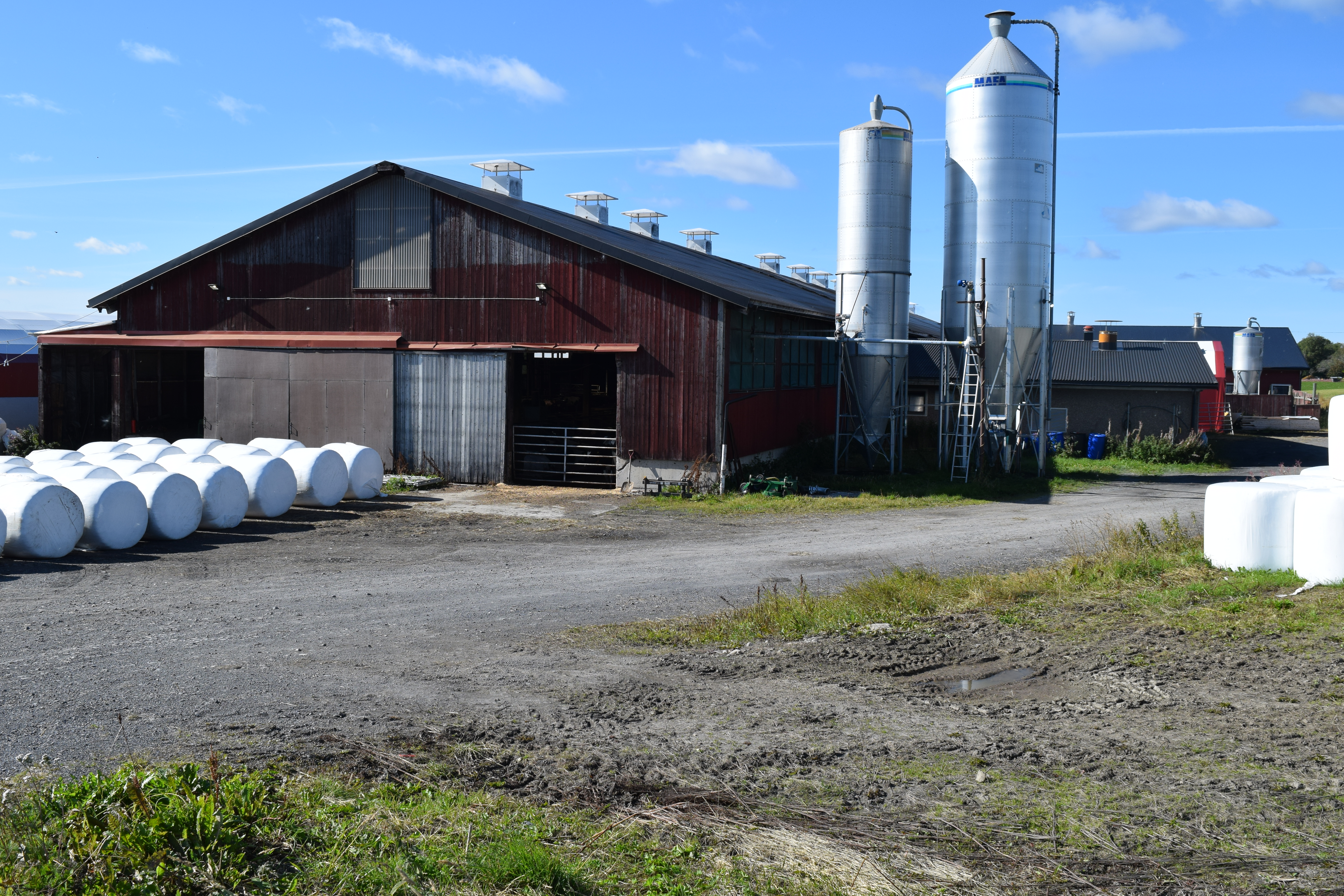
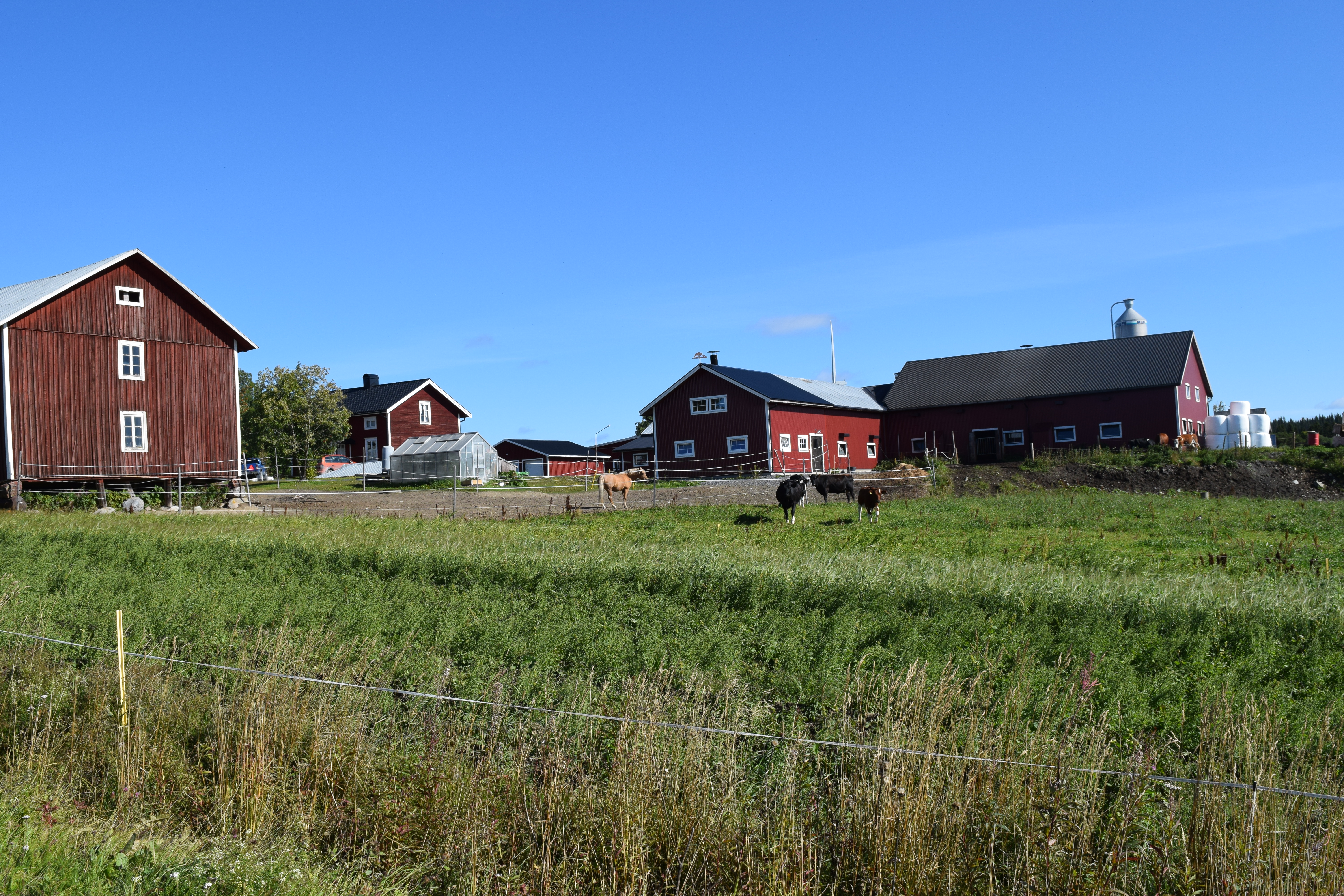
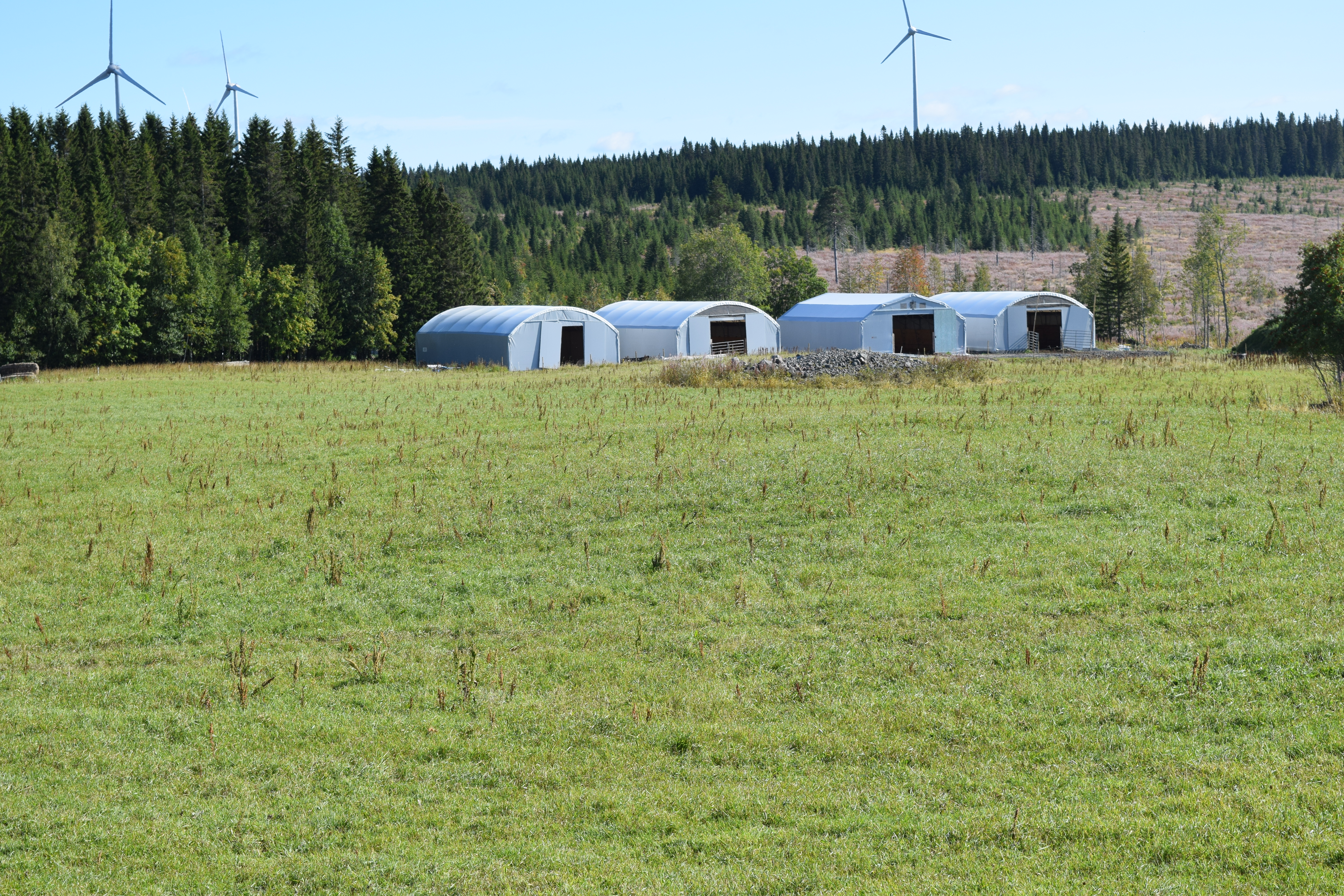

Hästar och hästavel har haft stor betydelse för Raftsjöhöjden. Speciellt inriktade man sej på den nordsvenska hästaveln. Balder 13 "Storbrännhingsten", från Raftsjöhöjden
betjänade 71 ston år 1865.
På 1950-talet förlorade arbetshästen sin roll i jord- och skogsbruket, och numera bedrivs trav- och ridhästverksamhet på hobbynivå.

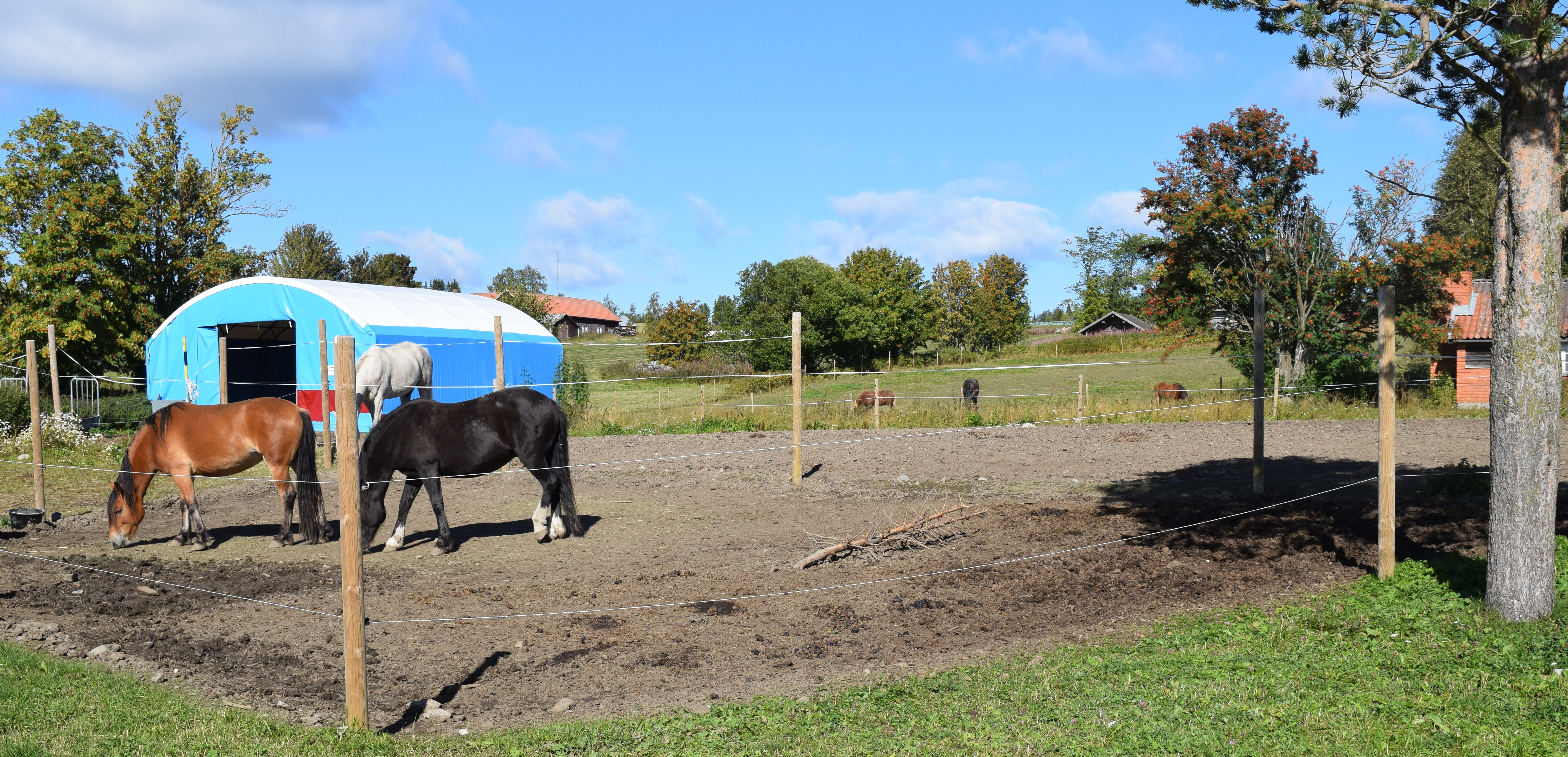

Getskötsel och osttillverkning har också bedrivits i Raftsjöhöjden. Osttillverkning bedrivs nu av ”Raftsjöhöjdens Gårdsmejeri.”. https://sv-se.facebook.com/raftsjohojdensgardsmejeri/.
Ett entreprenadföretag finns även etablerat i byn.

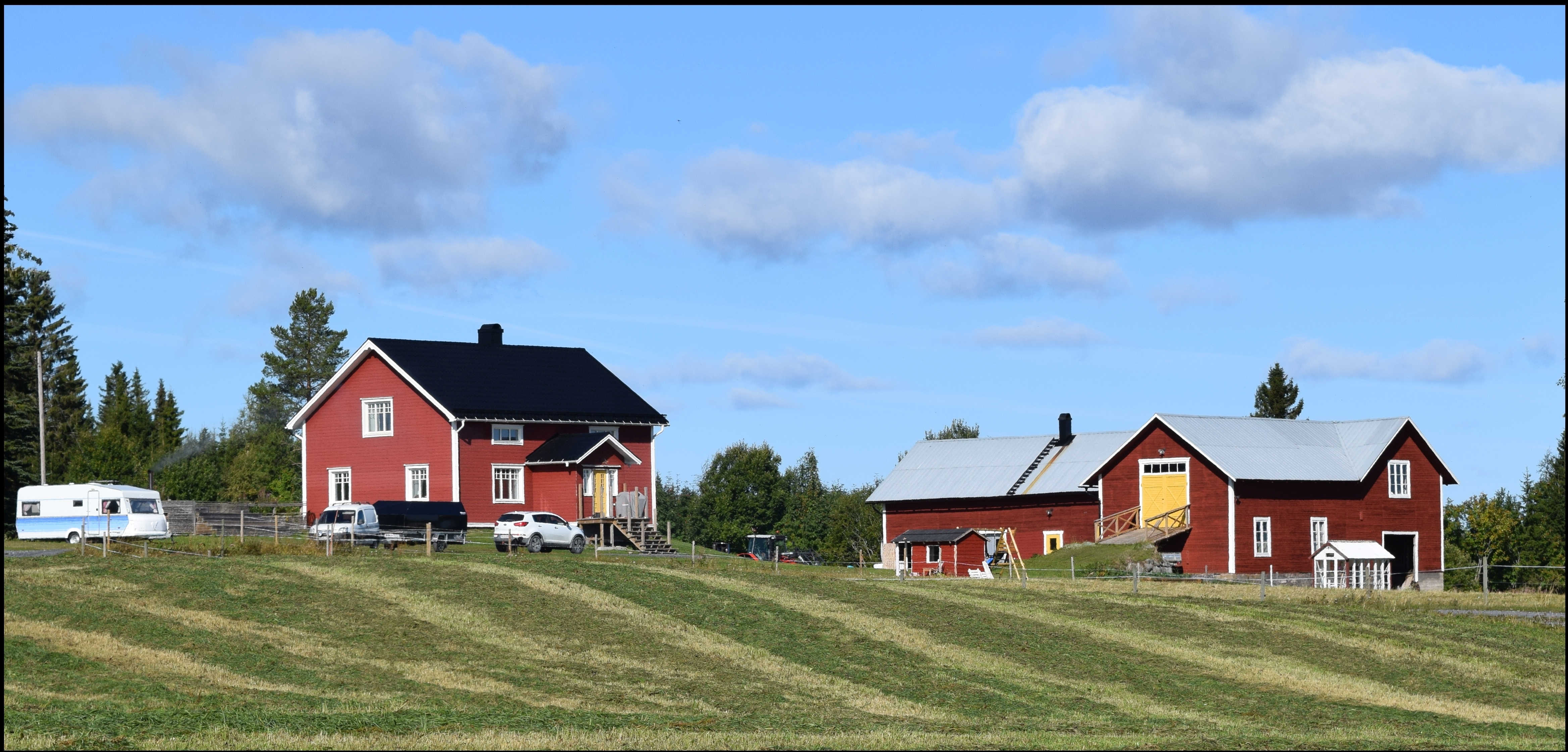

1963 startade byborna Raftsjöhöjdens Potatisodlareförening. Första året plockades 365200 kg potatis fördelat på 913 lådor. Föreningen lades ner efter endast några år p.g.a. dålig lönsamhet

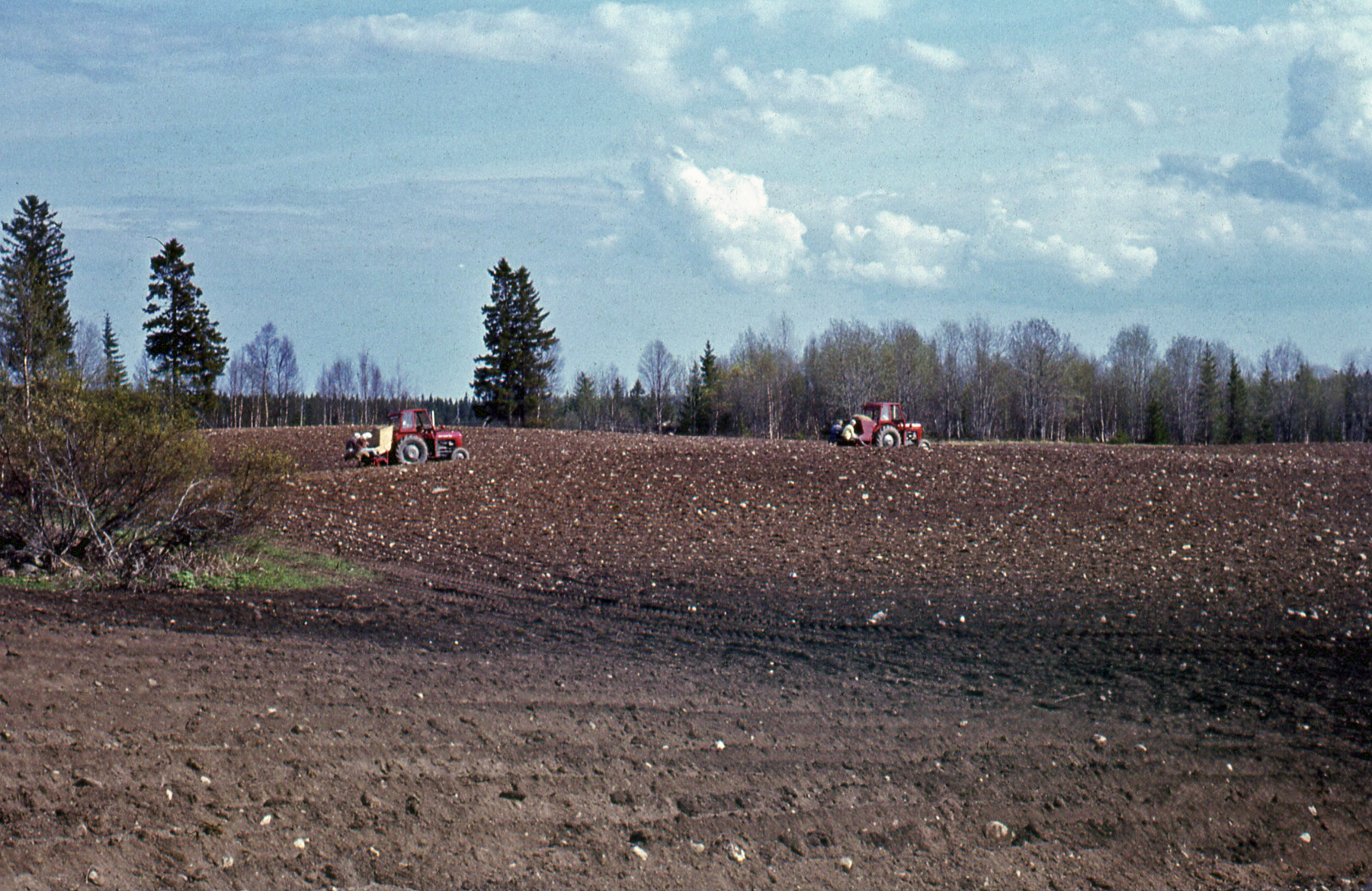
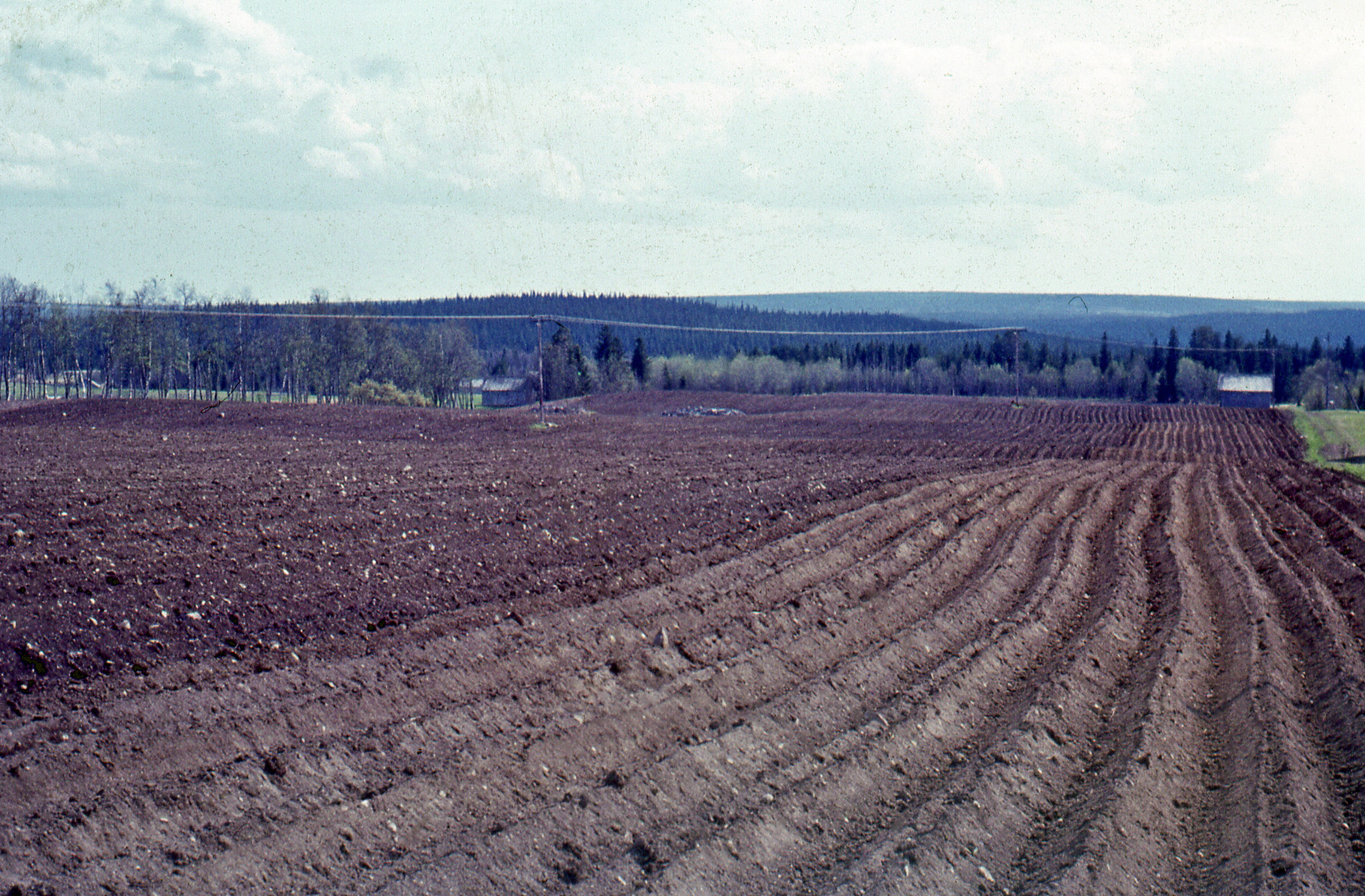
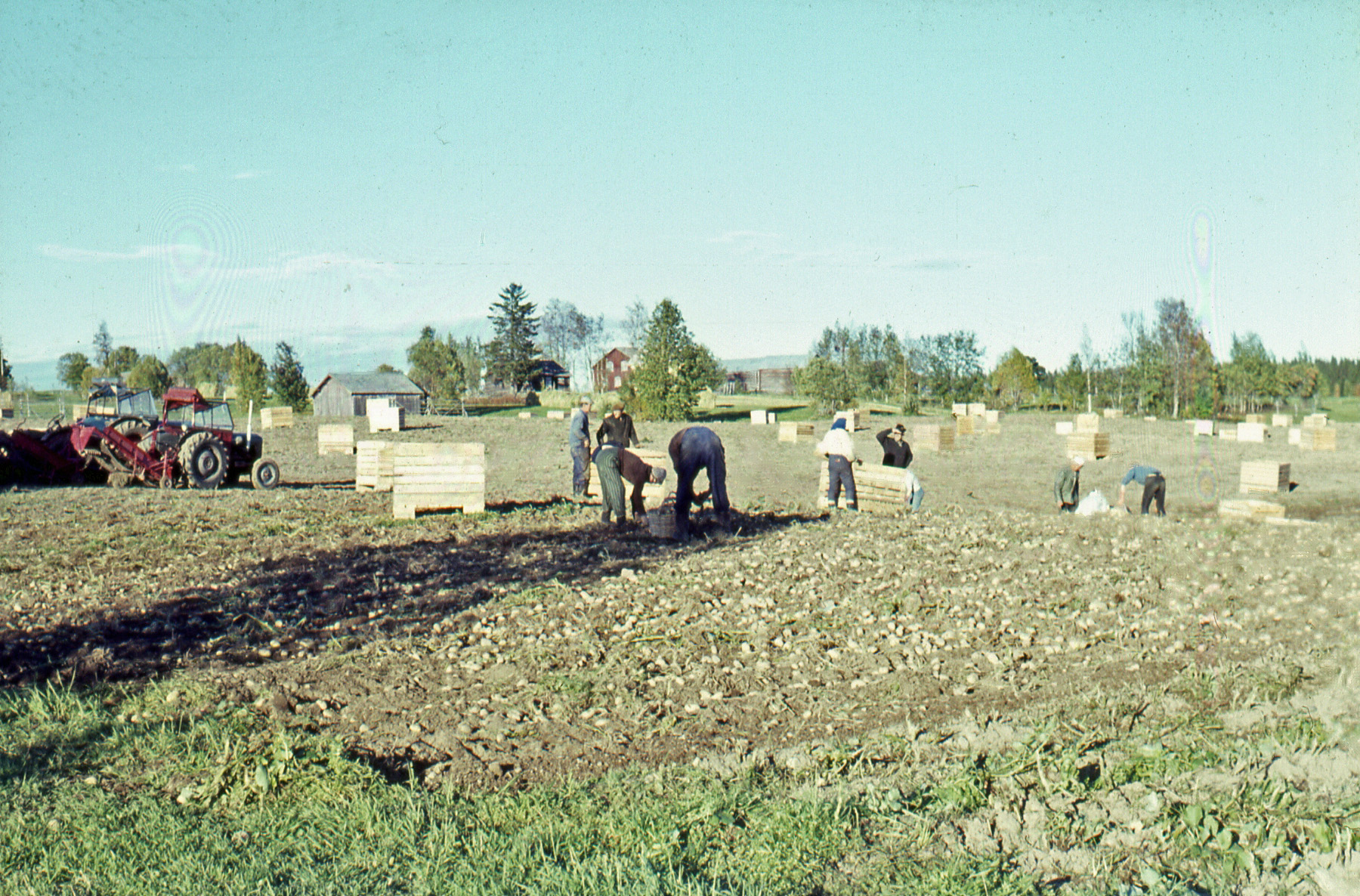
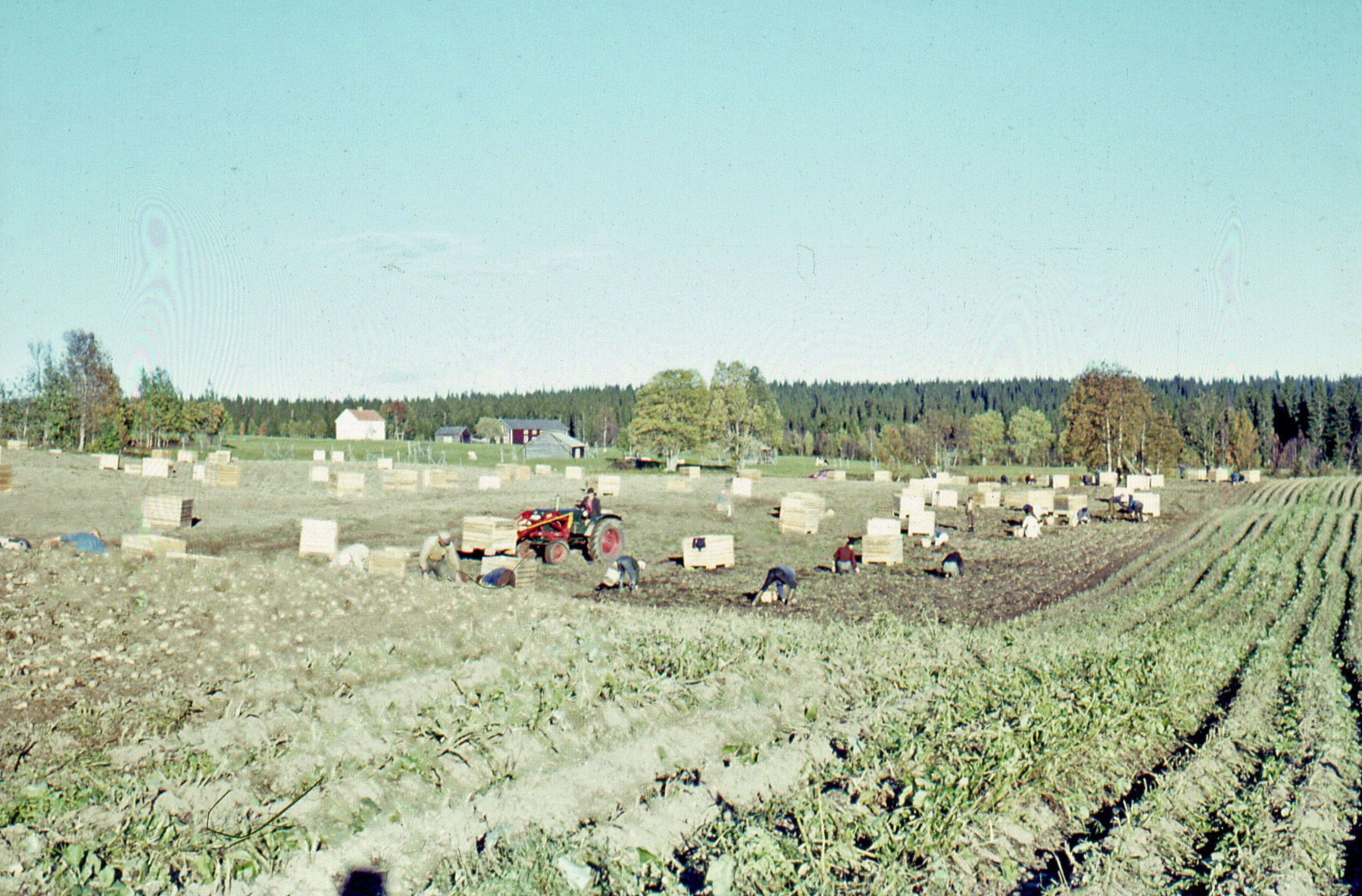

## Kultur
Föreningslivet i Raftsjöhöjden har varit omfattande. Tidigt bildades bland annat Logen Nordfjäll, Raftsjöhöjdens Dansbana och Raftsjöhöjdens syförening.
Raftsjöhöjdens Sportklubb (RSK) grundades 1944. Föreningen förvaltade i början den gamla dansbanan i byns södra del. Under 50-talet byggdes Raftsjöhöjdens samlingslokal "Östgården" upp. Denna lokal användes till danser och andra tillställningar. Från början av 1970-talet hyrdes lokalen ut till privata dansarrangörer och blev mycket populär. Östgården såldes 2005 och används nu som konsthall "Händelsehorisonten".

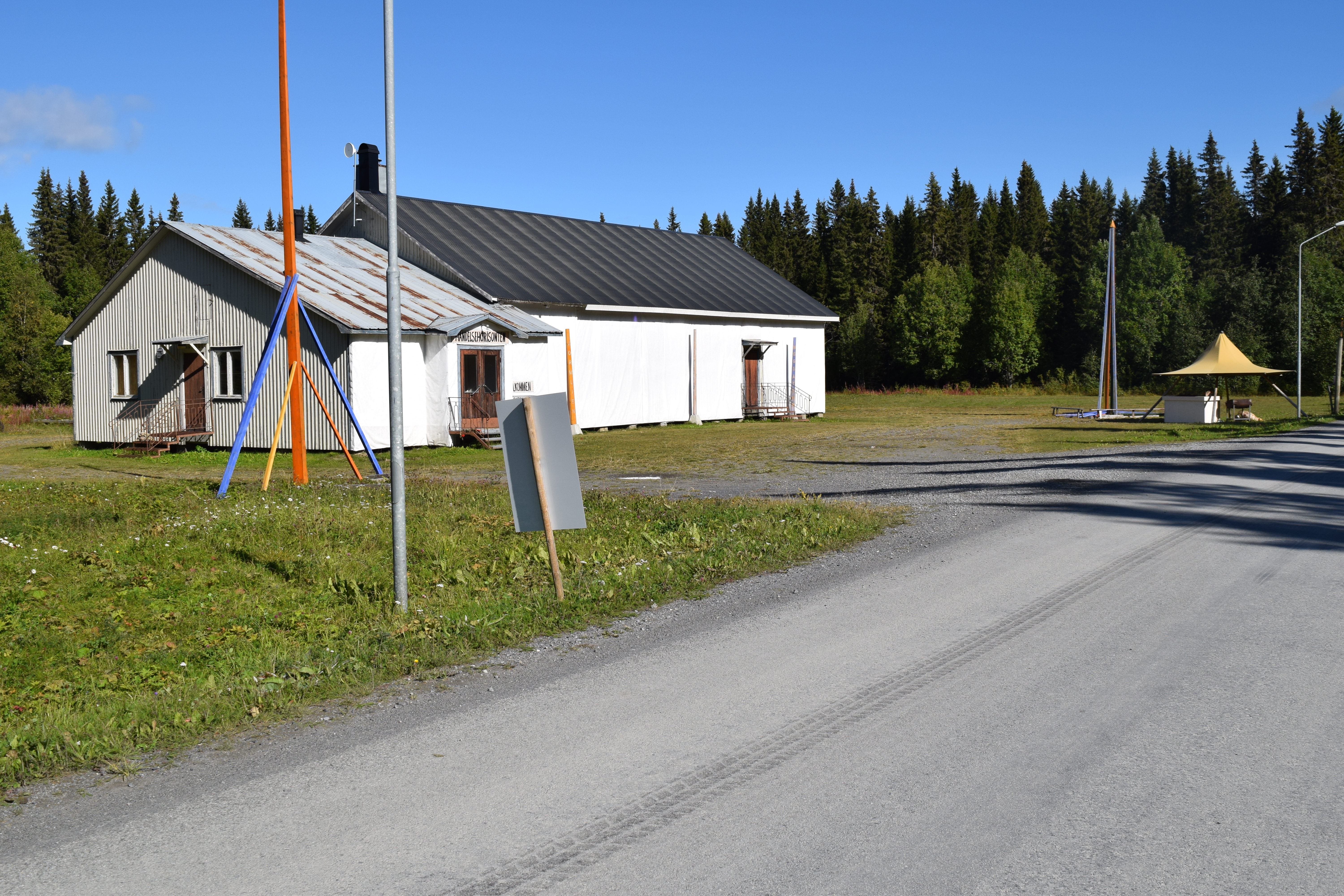

Raftsjöhöjdens badhusförening bildades 1946 och en tomt i byns centrala del köptes in avsedd för ett badhus. Badhuset förverkligades dock inte.
Raftsjöhöjdens Hembak bildades 1983. Föreningen uppförde Raftsjöhöjdens bakstuga på badhusföreningens tomt.

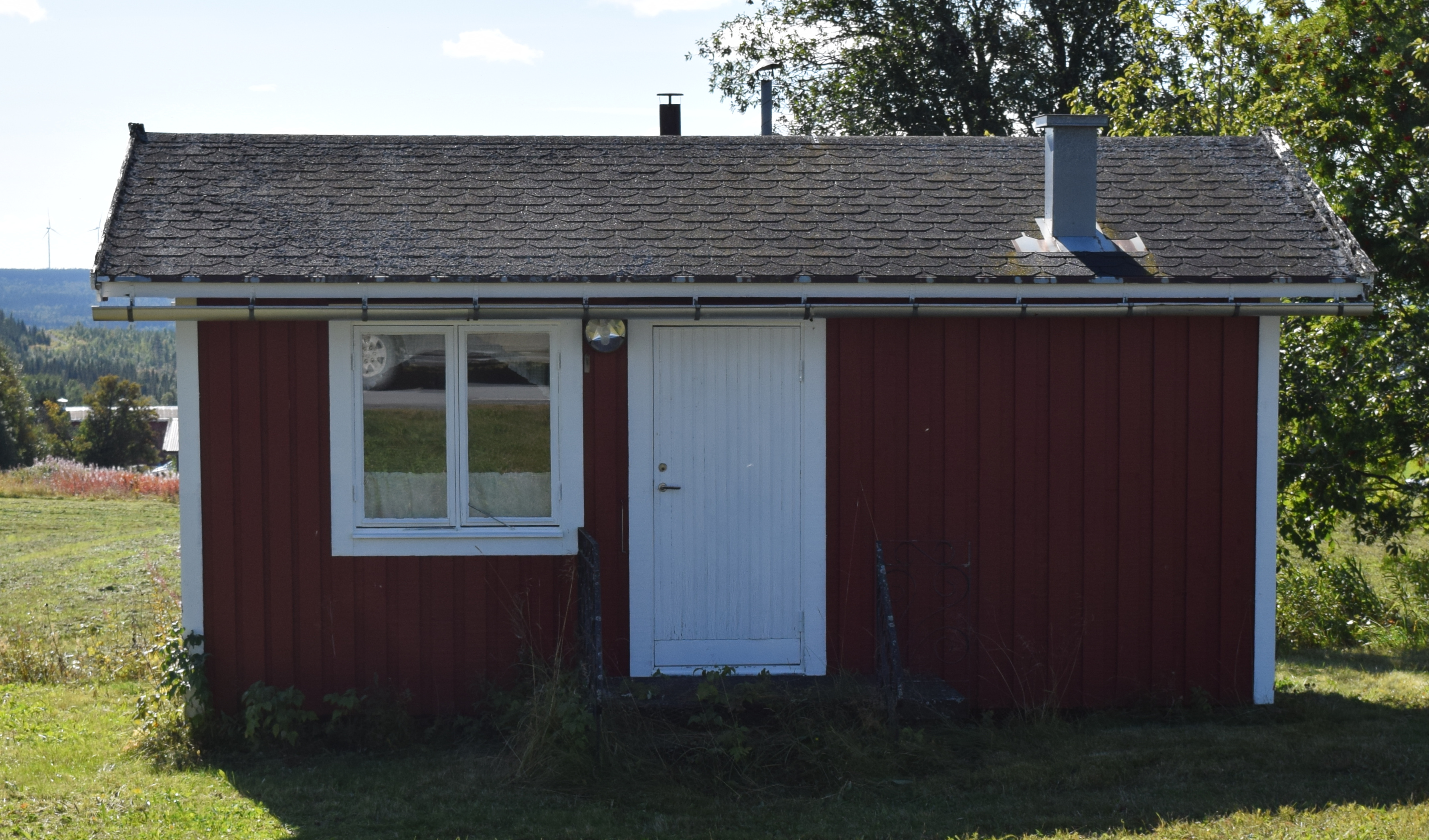

Raftsjöhöjdens Byförening bildades 2019. Alla kvarvarande föreningar uppgick då i den nya föreningen och förvaltningen av bystugan (bakstugan) övertogs av  ”Raftsjöhöjdens Byförening.”. https://www.facebook.com/Raftsj%C3%B6h%C3%B6jdens-Byf%C3%B6rening-100565574660561/?notif_id=1647241080855625&notif_t=page_fan&ref=notif/.
Författaren  ”Marie-Louise Marc.”. https://www.facebook.com/marielouisemarc/. har skrivit boken "Juni, juli, halva augusti" som utspelar sej i Storsjöhöjden (Raftsjöhöjden?).

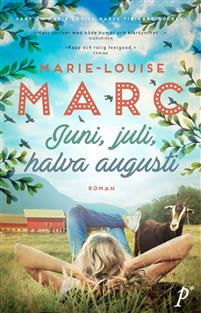

## Playa del Raftsjöhöjden
Vid Raftsjöns norra strand, som hör till Raftsjöhöjden finns ett område med fritidshus.
Området betas sommartid av djur från Raftsjöhöjden.

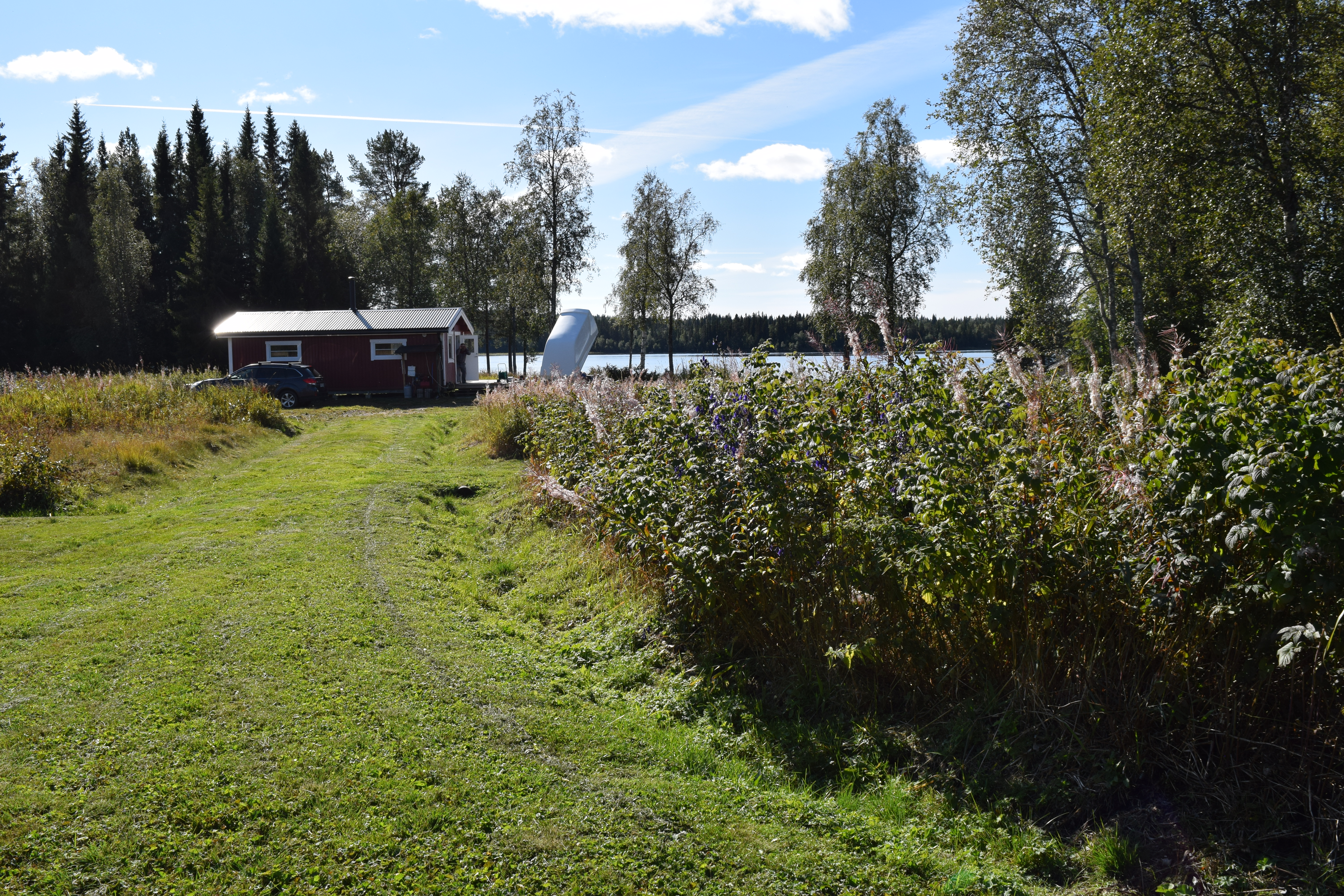
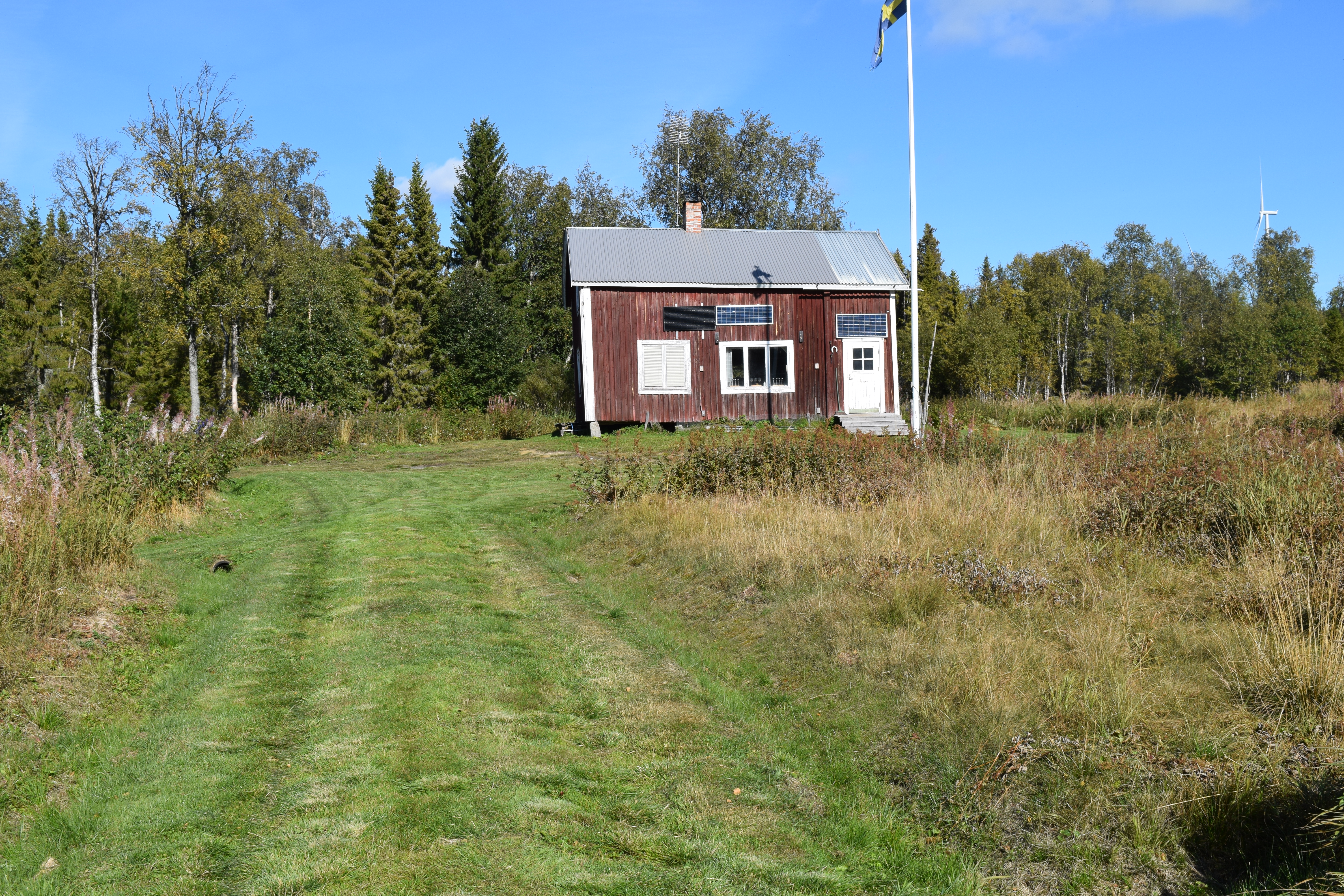
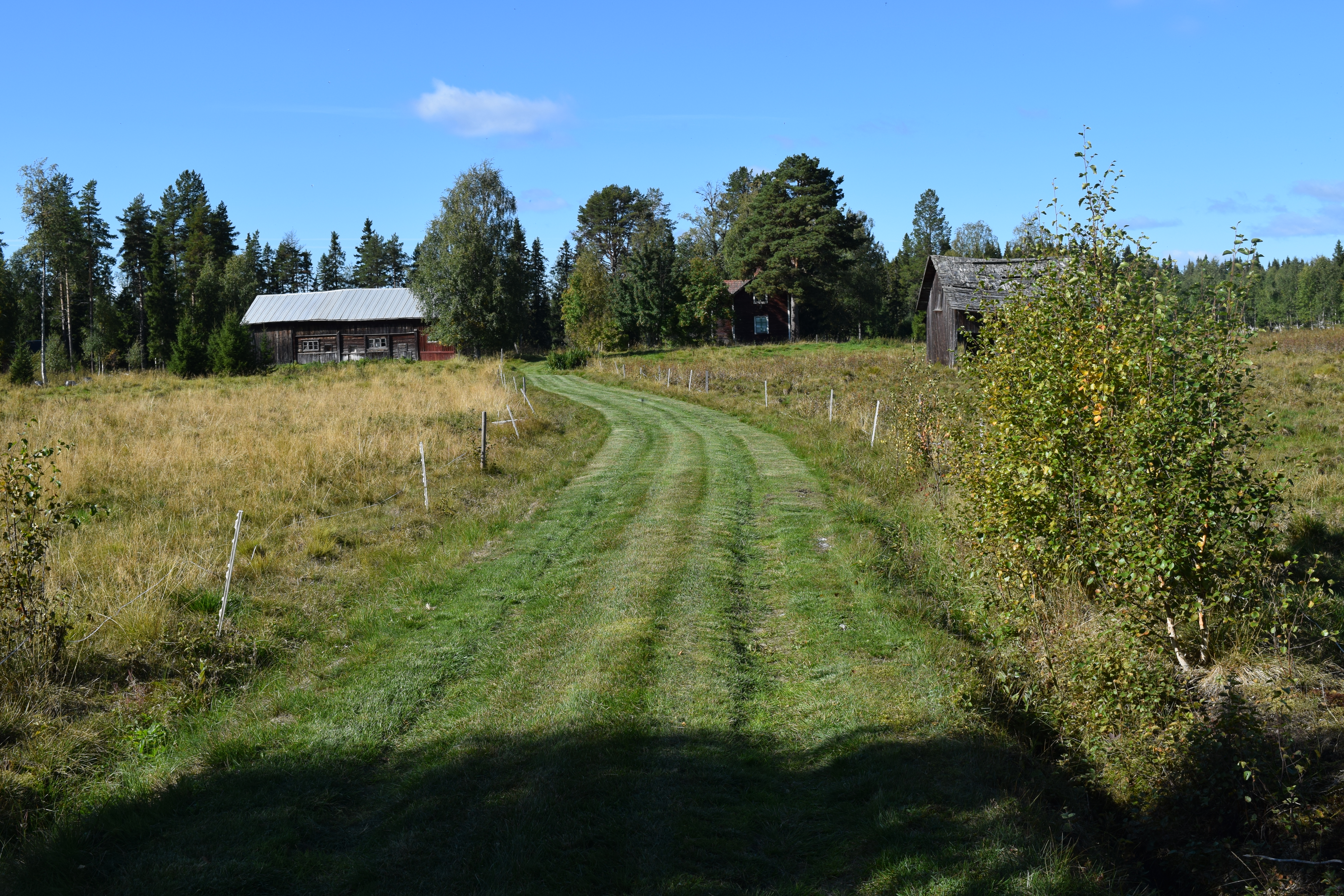
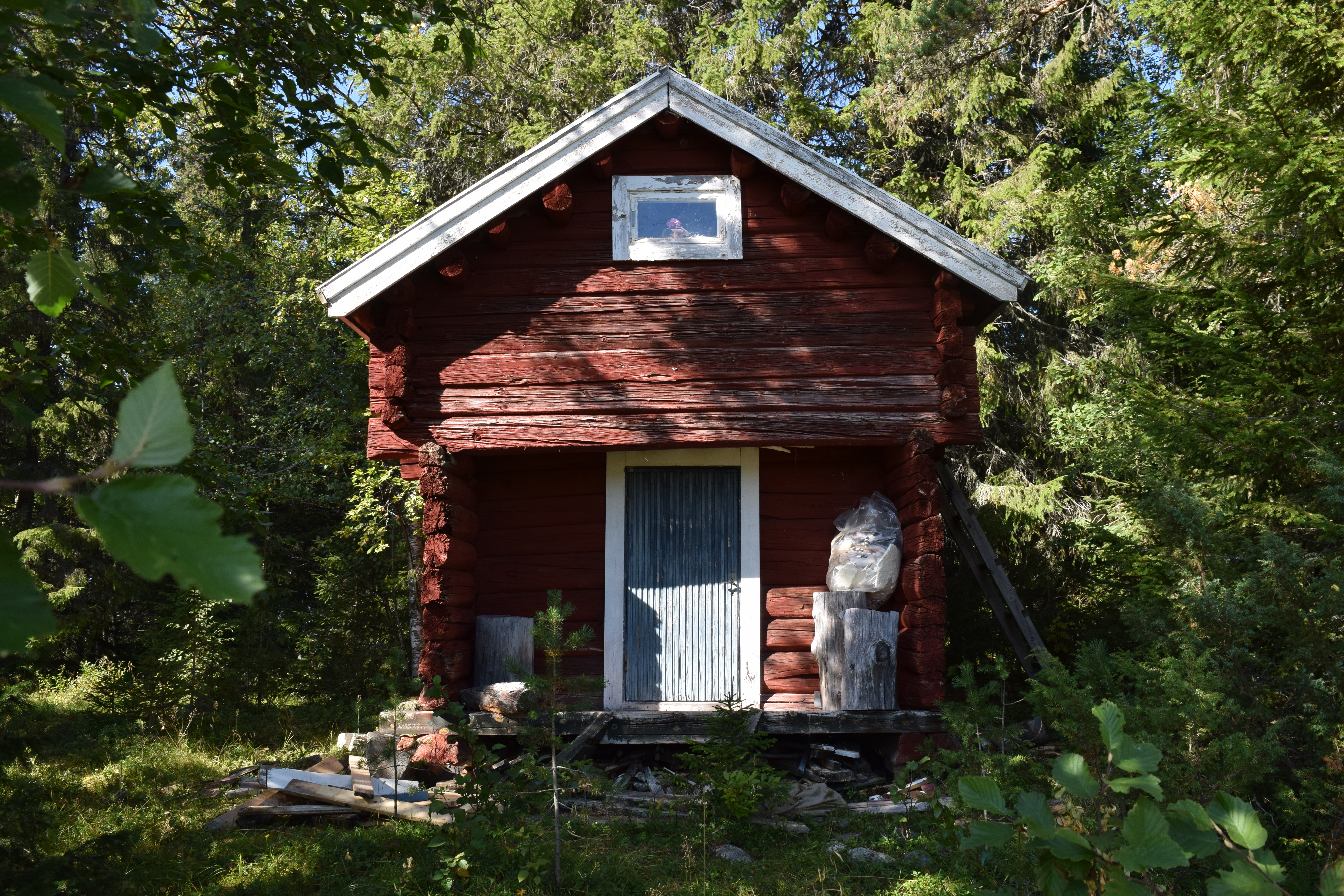
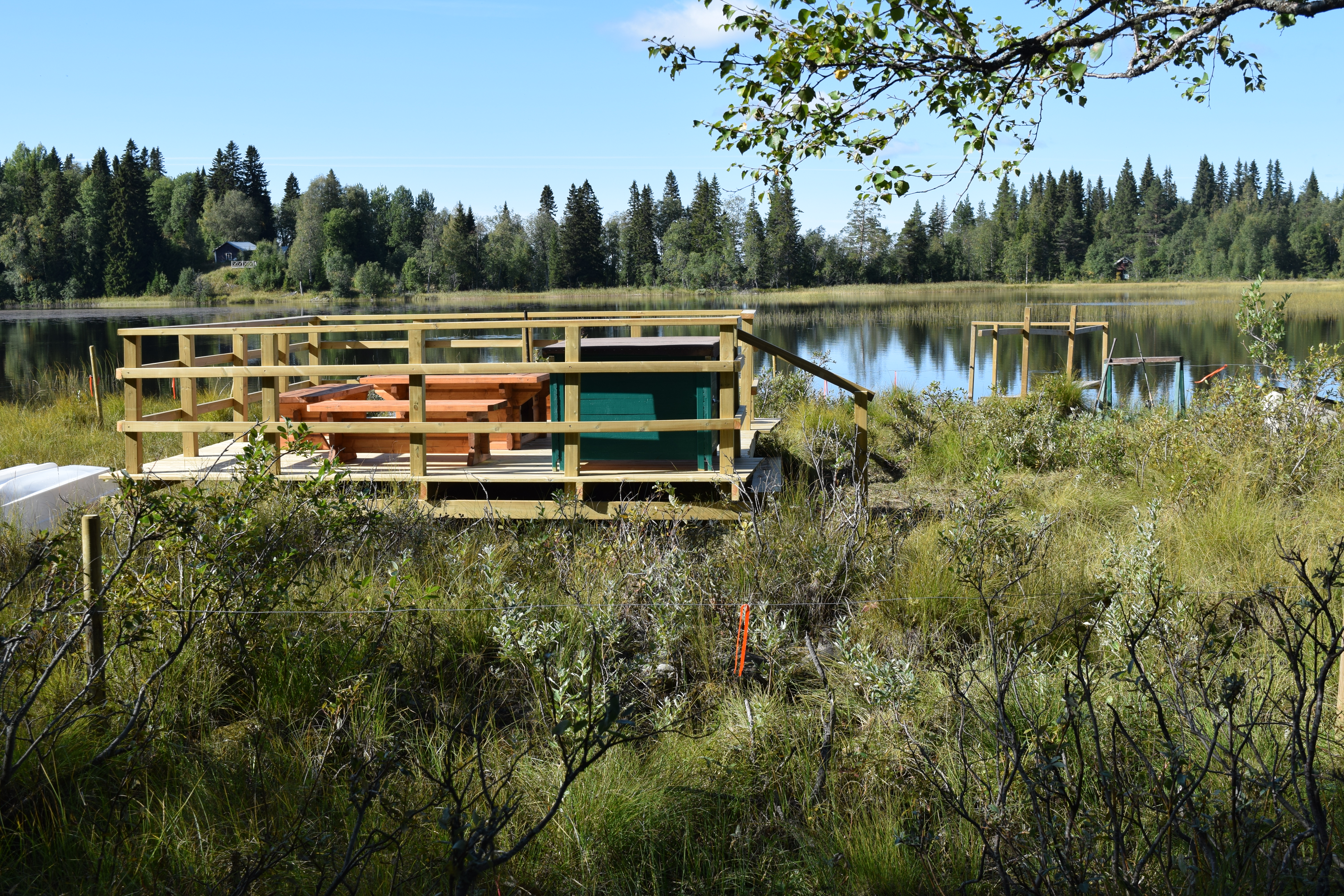

## Kuriosa
15:e meridianen går genom Raftsjöhöjden, vilket innebär att Svensk normaltid och medelsoltid sammanfaller där – utom då "sommartid" är påbjuden.
Röset på bilden ligger nära allmän väg mitt i byn och ligger på 15:e meridianen.

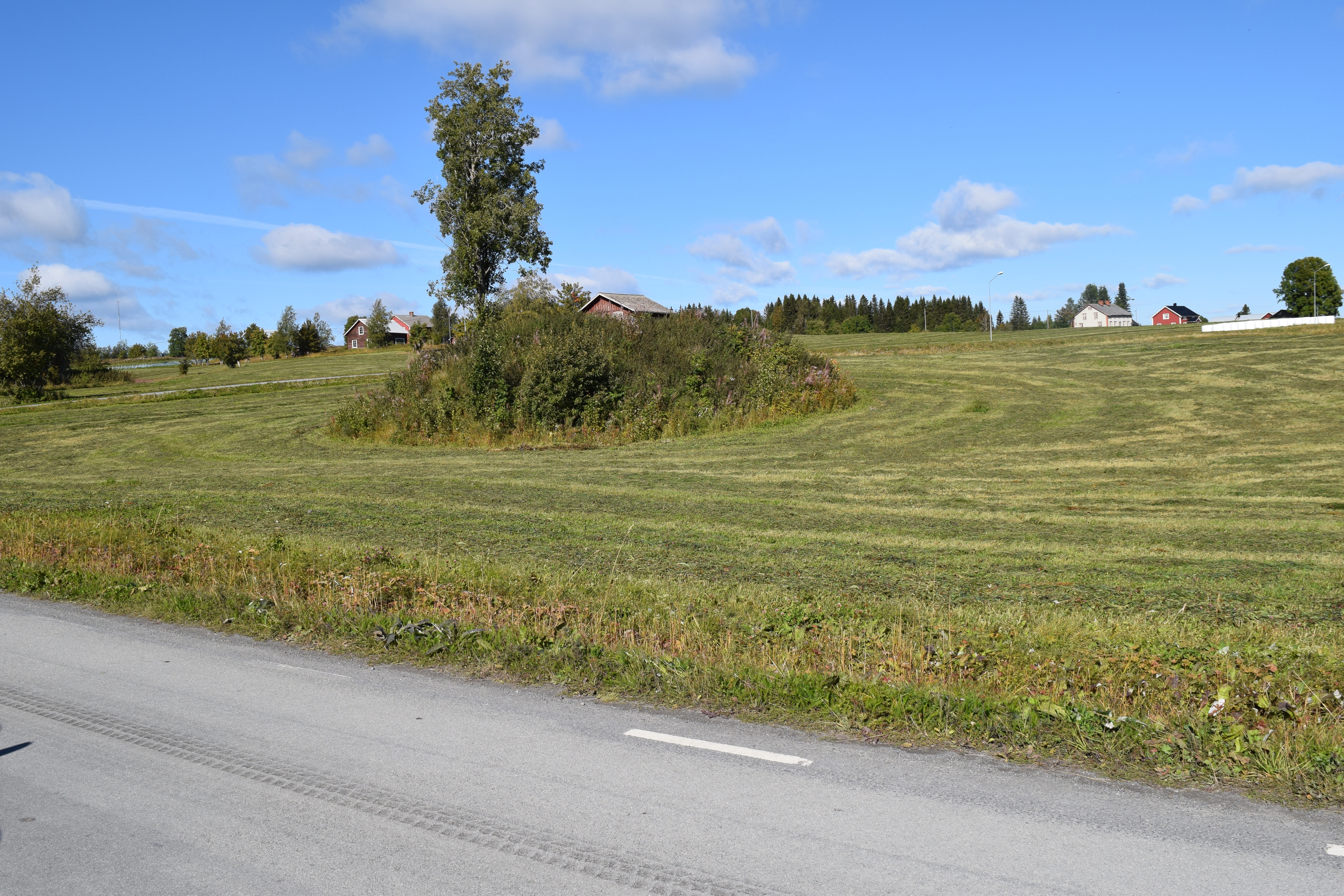

Flera vindkraftsparker är uppförda i området.